# Верхотурье (станция)
Верхоту́рье — крупная грузопассажирская станция Свердловской железной дороги в посёлке Привокзальном Верхотурского района Свердловской области. Железнодорожный вокзал города Верхотурья. Станция расположена на ветке Гороблагодатская — Серов (бывшая Богословская железная дорога), в западной части посёлка Привокзального.
На станции находится старинный вокзал с комплексом исторических хозяйственных зданий и сооружений, в числе которых водонапорная башня. Весь комплекс зданий постройки начала XX века. В северо-восточной части станции находится электровозное депо веерного типа, туда идут несколько подъездных путей, а к юго-востоку от станции отходят подъездные пути к лесопильному заводу и другим предприятиям Привокзального и Верхотурья. Основная линия уходит на северо-восток в Новую Лялю, Лобву и далее в Серов и Краснотурьинск.
На станции останавливаются поезда дальнего следования Пермь — Приобье и Екатеринбург — Приобье и пригородные электропоезда сообщениями Нижний Тагил — Верхотурье, Нижний Тагил — Нижняя Тура и Нижний Тагил — Серов. Кроме того, через станцию Верхотурье в отдельные дни недели ходит скоростной электропоезд «Ласточка»  сообщением Екатеринбург — Серов /Серов — Екатеринбург.

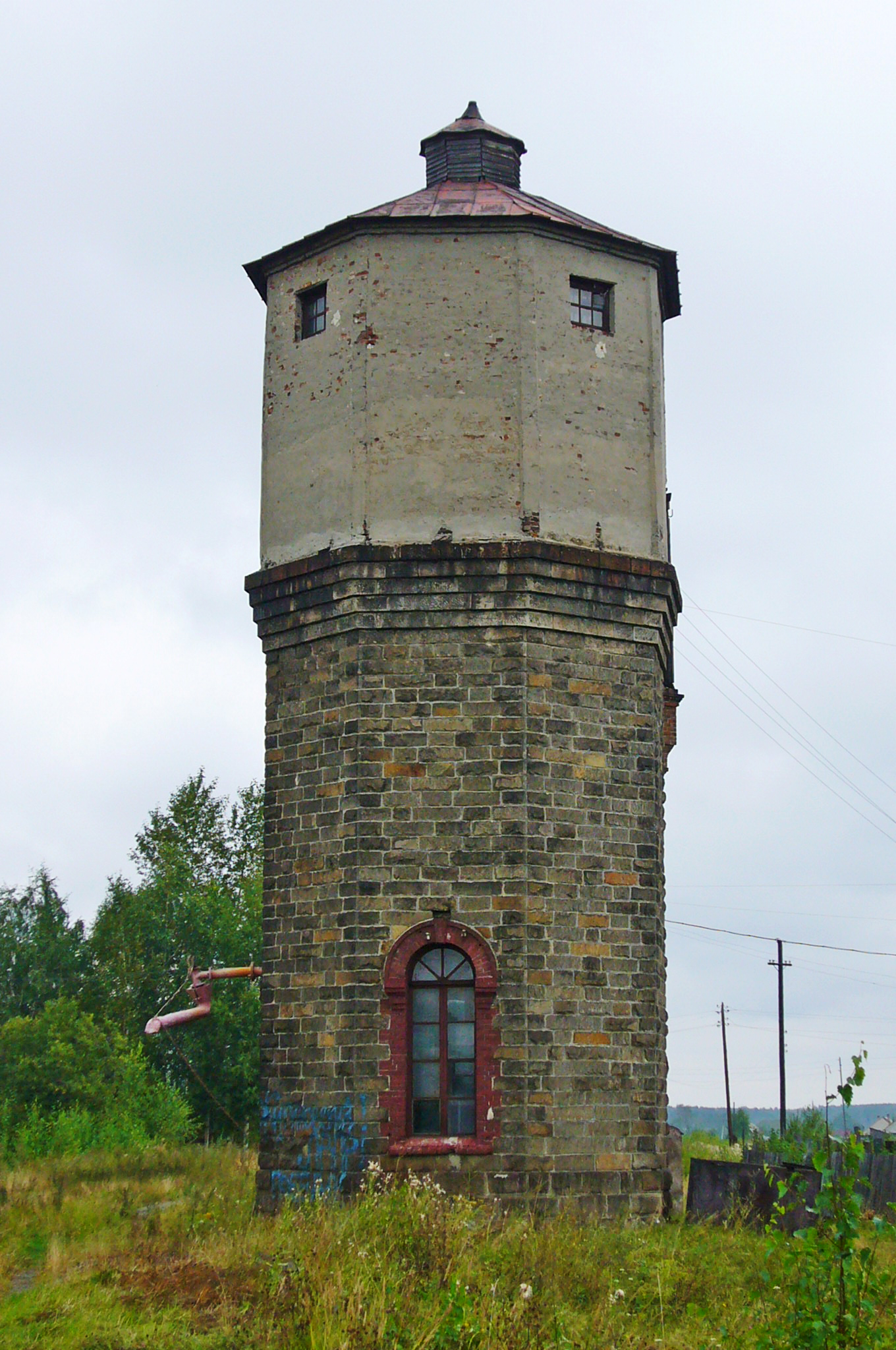
Водонспорная башня на станции Верхотурье

## Вокзал
Вокзал станции Верхотурье был построен в 1903 году как конечная станция узкоколейной железной дороги, идущей до города Надеждинска (ныне Серов), в котором в 1906 году построили вокзал по такому же проекту. В 1906 году была открыта ширококолейная Богословская железная дорога до Серова. Несколько позднее возле веерного электровозного депо была построена водонапорная башня. Здание вокзала имеет ярко выраженную массивную каменную центральную часть, имеющую два этажа с высоким чердаком в полный рост среднего человека, который находится внутри округлой крыши с монсардами и два деревянных боковых крыла (северным и южным) с двускатными крышами, которые лишь немного выше продольных пролётов двускатных крыш промежуточных пролётов здания между центральным массивом и боковыми частями корпуса здания. До 2014 года над выходом в город находился входной двускатный портик на двух колоннах; после ремонта 2014—2016 гг. над портиком надстроили балкон. К облику фасада, на самом верху центрального массива здания вокзала со стороны поездов, в декоративной нише под кровлей была добавлена фреска, изображающая Симеона Верхотурского, символизирующая преддверие духовной столицы Урала; со стороны города на этом месте, внутрь квадратной ниши поместили круглые вокзальные часы. Помимо исторического здания верхотурского вокзала были отремонтированы посадочный перрон и Привокзальная площадь со сквером перед вокзалом. Внутри здания вокзала воссоздали утраченную в советские годы лепнину, двери и канделябры, были отреставрированы декоративные элементы.

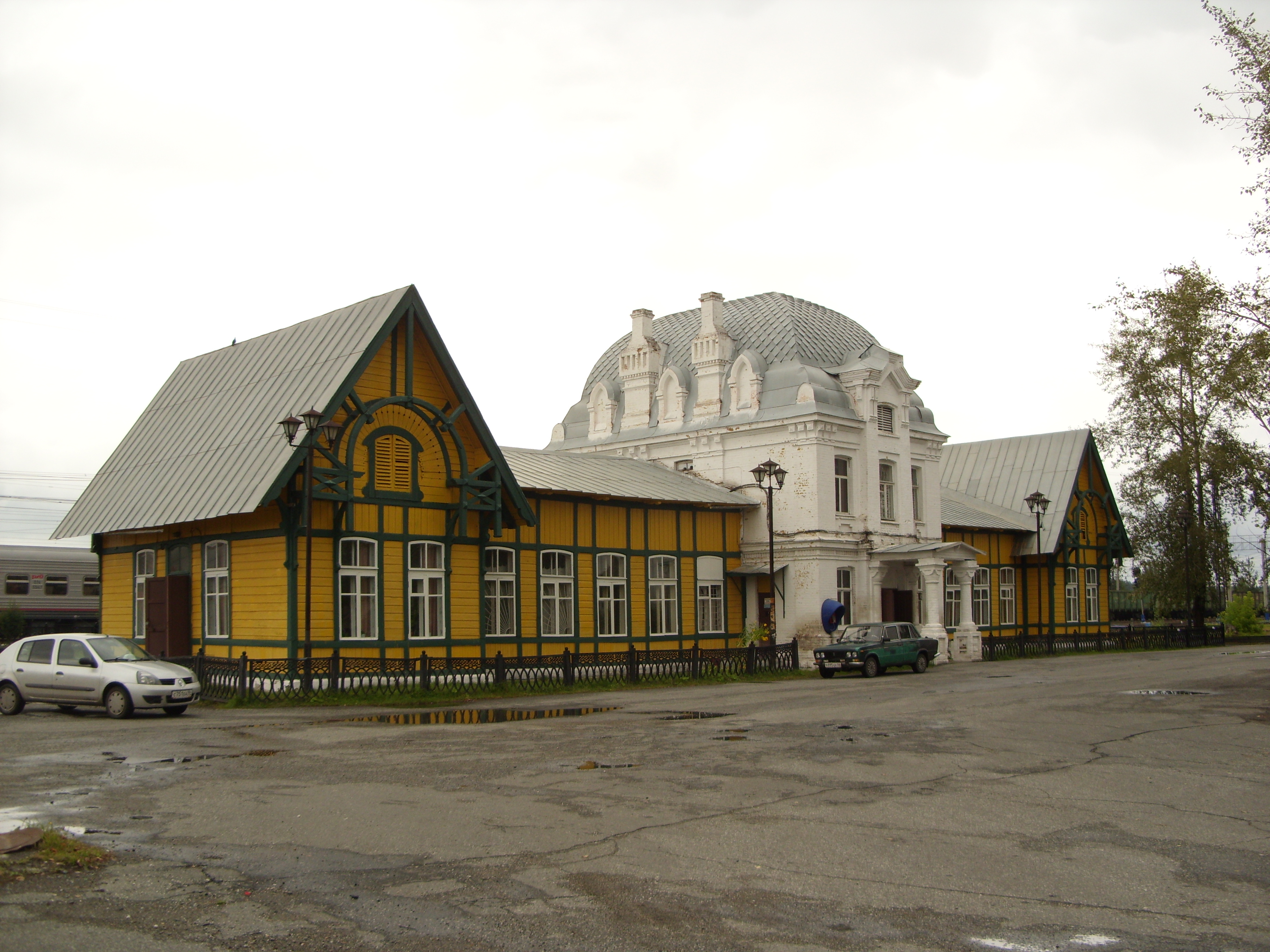
Вокзал станции Верхотурье, вид с Привокзальной площади, 2012 год
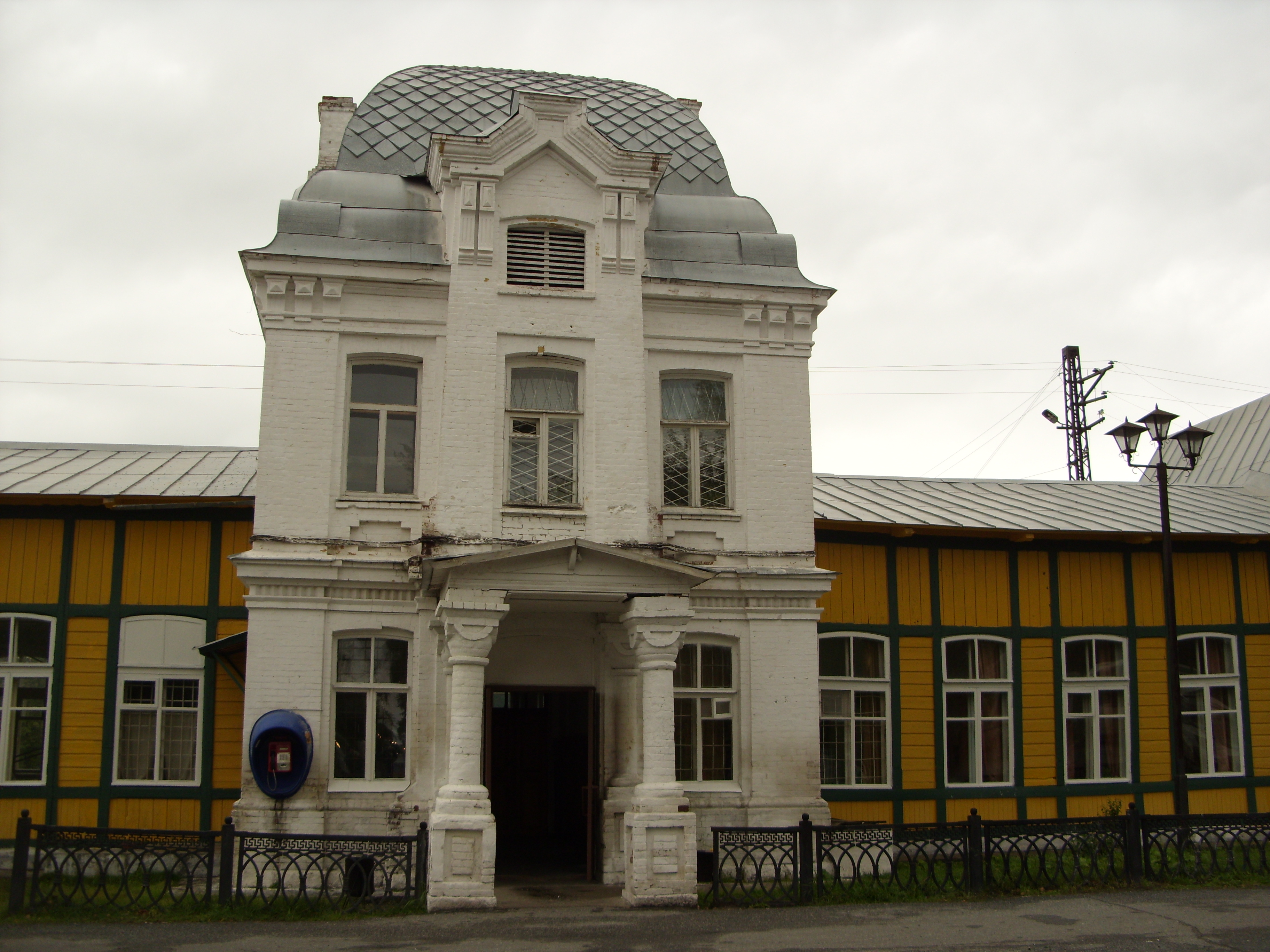
Центральная часть вокзала станции Верхотурье, вход с Привокзальной площади, 2012 год
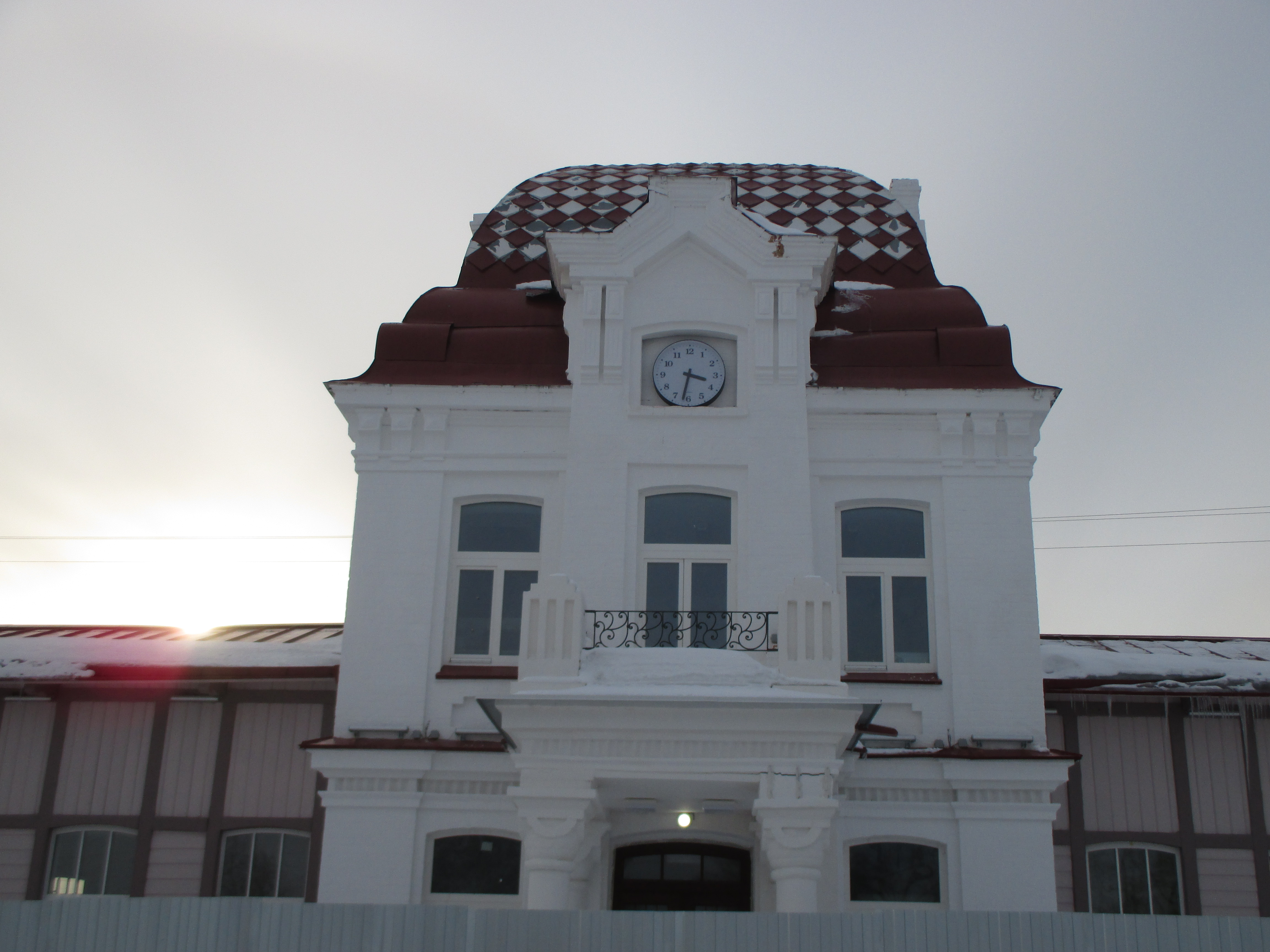
Здание вокзала Верхотурье в Привокзальном после ремонта, центральная часть, 2016 год
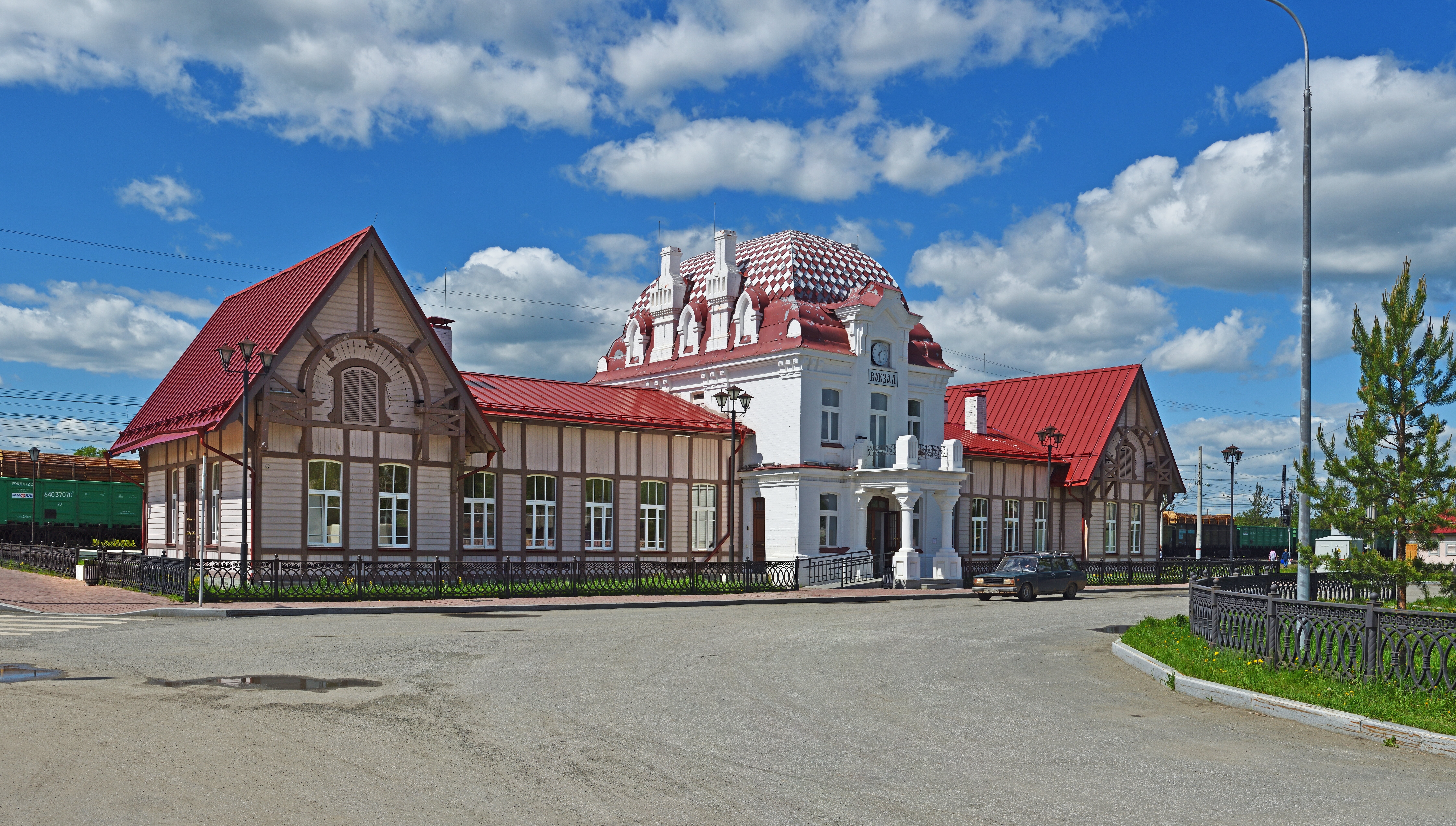
Вокзал станции Верхотурье, вид с Привокзальной площади, 2019 год

## История

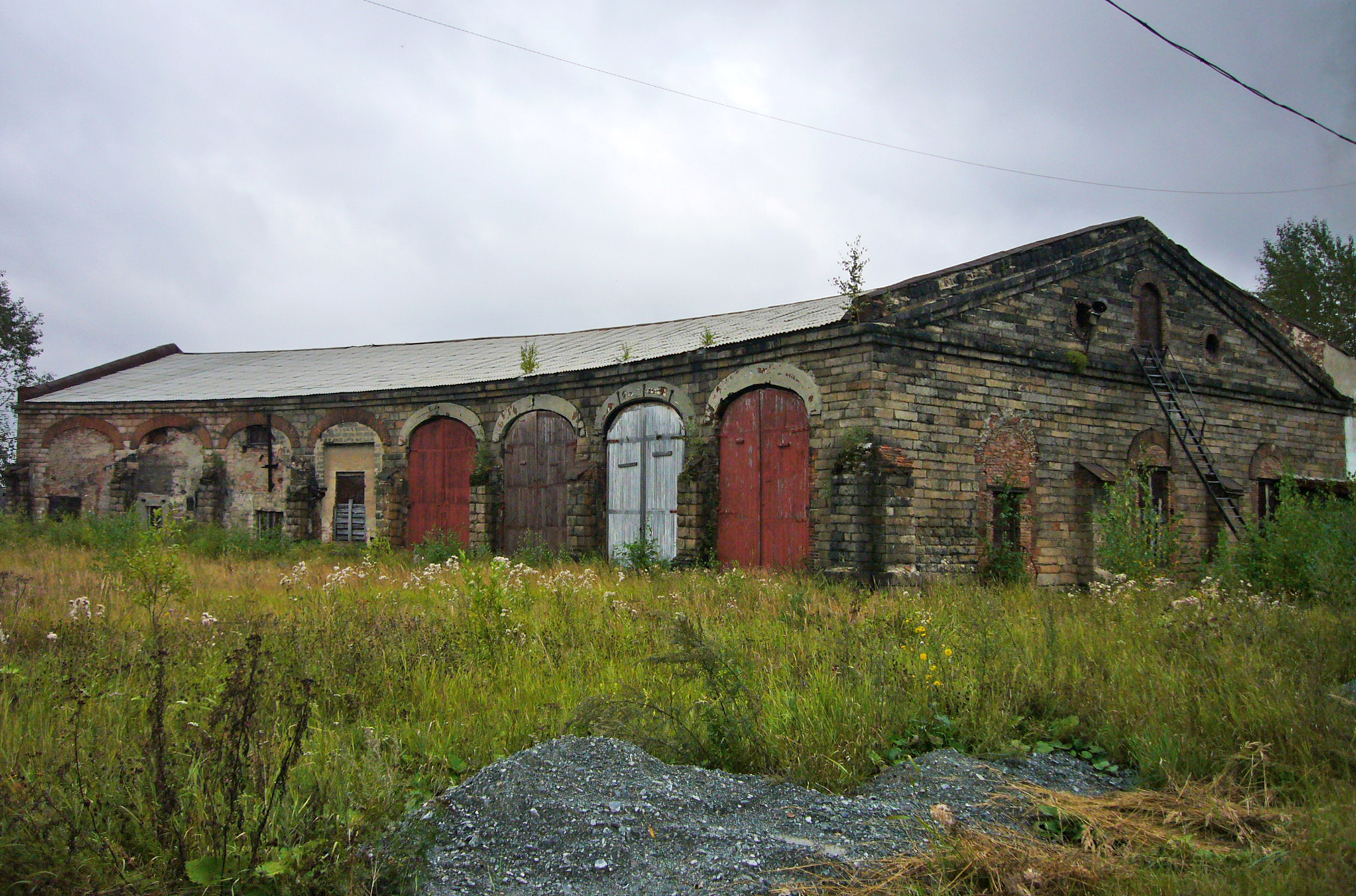
Историческое здание паровозного депо станции Верхотурье начала XX века

Здание вокзала станции Верхотурье было построено раньше в 1903 году, на три года раньше окончания строительства Богословской железной дороги по одному проекту с железнодорожным вокзалом в городе Надеждинске (прежнее название города Серова), вокзал которого был возведён в 1906 году. После окончания строительства дороги на станции Верхотурье появилось паровозное депо веерного типа. По словам местных жителей, оно обслуживало два направления: Кушва — Верхотурье и Верхотурье — Надеждинск. В 1904—1905 годах для заправки паровозов рядом с депо была построена водонапорная башня. Воду наполненяли из реки Туры. Вот, что рассказывает местный машинист Лев Макаров: «Все поездные и кондукторские бригады, обслуживающие поезда, жили на самой станции Верхотурье. К моменту электрификации Верхотурского участка в послевоенный период прошлого века в депо работали новые по тем временам паровозы серии «Л». В дальнейшем изменение схемы обслуживания участка электровозами нарушило установившийся порядок. Бригады поселились на Сортировке, а Верхотурье превратилось в пункт оборота надеждинских и кушвинских электровозных бригад. С 1950 года паровозное депо начали перестраивать: в мастерских сделали перепланировку, выделили место для пескосушилки и компрессорной. Смотровые канавы поделили пополам — между электровозниками и паровозниками. Электровозные канавы углубили, а на стенах сделали экипировочные балконы. В 1952 году к моменту открытия электровозной тяги на Верхотурском участке, недалеко от станции и депо, закончили строить столовую. Открыли и возведённый в 1951 году двухэтажный дом отдыха локомотивных бригад на пятьдесят мест. Комендант этого дома А. Н. Смердова и обслуживающий персонал с первых дней завели здесь образцовый порядок. Молодые электровозники депо Надеждинск, а позже и Кушвы охотно его поддерживали. В 1954 году паровозное депо Верхотурье Надеждинского отделения Свердловской железной дороги объединилось с Надеждинским паровозным депо. В 1958 году, когда через Верхотурье стали ездить «на проход» (то есть без остановки), по решению руководства отделения дороги здание бригадного дома передали под детское учреждение узла. А для отдыха машинистов и помощников оборудовали одноэтажный деревянный дом — бывшую контору депо, построенную ещё в 1944 году. Шло время, и здания постепенно старели. Стремительное и не всегда разумное наступление современности иногда лишает нас памяти. Увы, сегодня мало кто знает о том, что происходило на территории Верхотурья веком раньше. Железная дорога и здания, которые с ней связаны, хранят эту историю, а значит — и жизнь. Вот, почему их важно сберечь».

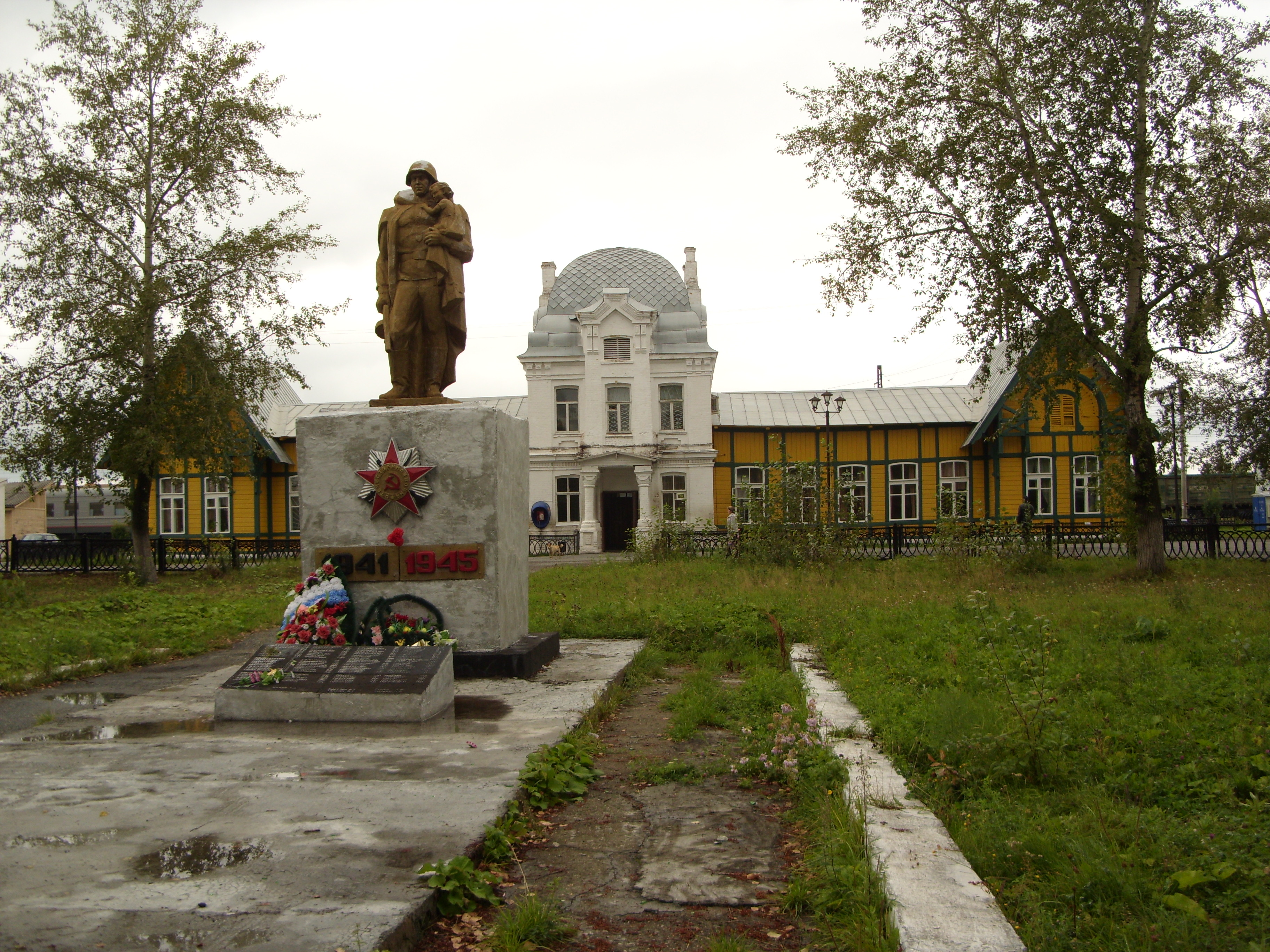
Памятник жертвам Великой Отечественной войны на Привокзальной площади при станции Верхотурье

В 1991 году вокзалу станции Верхотурье присвоили статус памятника архитектуры; в 2014-2015 годах здание верхотурского вокзала и Привокзальную площадь вокруг него отреставрировали, вернув ему исторический дореволюционный вид.